# Cõi hoang
Wild Wild Country là một loạt phim tài liệu của Netflix về đạo sư, bậc thầy tâm linh người Ấn Độ gây tranh cãi Bhagwan Shree Rajneesh (Osho), trợ lý cá nhân một thời của ông Ma Anand Sheela, và cộng đồng những người môn đồ của Osho trong cộng đồng Rajneeshpuram ở Hạt Wasco, Oregon. Loạt phim này được phát hành trên Netflix vào ngày 16 tháng 3 năm 2018, sau khi công chiếu lần đầu tiên tại Liên hoan phim Sundance.